# Richtlinie 2010/75/EU über Industrieemissionen
Die Industrieemissionsrichtlinie 2010/75/EU, englisch Industrial Emissions Directive, kurz IED genannt, ist eine EU-Richtlinie mit Regelungen zur Genehmigung, zum Betrieb, zur Überwachung und zur Stilllegung von Industrieanlagen in der Europäischen Union. Sie basiert auf einem Vorschlag der Europäischen Kommission aus dem Jahr 2007 und wurde vom Europäischen Rat und Europäischen Parlament im Jahr 2010 verabschiedet und am 24. April 2024 durch die Richtlinie 2024/1785/EU geändert. Die Richtlinie vereint sieben Vorläufer-Richtlinien mit Bezug zu Industrieemissionen und entwickelte diese weiter insbesondere durch:
- verschärfte Grenzwerte für Kraftwerke und andere „Großfeuerungsanlagen“
- die Verbindlichkeit der „BVT-Schlussfolgerungen“ der europäischen Merkblätter zu besten verfügbaren Techniken (BVT-Merkblätter) bei der Industrieanlagengenehmigung
- die Einführung eines „Ausgangszustandsberichtes“ über Boden und Grundwasser sowie
- die Verpflichtung der EU-Mitglieder zur
  - systematischen und regelmäßigen Überwachung der erfassten Anlagen sowie
  - Veröffentlichung der betroffenen Anlagen, ihrer Genehmigungen und der Überwachungsberichte.

## Anlass
Die Industrieemissionsrichtlinie ersetzt Richtlinien, die vorher die Genehmigung von Industrieanlagen in EU-Mitgliedsländern betrafen, nämlich die Richtlinie
- 2008/1/EG, die sogenannte IVU-Richtlinie,[9]
- über Abfallverbrennung 2000/76/EG,[10]
- über Großfeuerungsanlagen 2001/80/EG[11] sowie
- die Lösemittelrichtlinie 1999/13/EG[12] und
- die drei Richtlinien zur Titandioxidherstellung 78/176/EWG,[13] 82/883/EWG[14] und 92/112/EWG.[15]

Diese Richtlinien waren nach einer mehrjährigen Auswertung durch umfangreiche Studien an mehreren Stellen von der EU-Kommission überarbeitet und in den Vorschlag zur Industrieemissionsrichtlinie übernommen worden. Im Gesetzgebungsverfahren wurden anschließend durch das EU-Parlament und den Europäischen Rat lediglich diese Änderungsvorschläge diskutiert ('Recast'-Verfahren).

## Zielsetzung
Die Richtlinie verfolgt das Ziel, die Umweltverschmutzung durch Industrieanlagen durch eine integrierte Genehmigung zu vermeiden oder so weit wie möglich zu vermindern. Dafür müssen Industrieanlagen die besten verfügbaren Techniken (BVT) einsetzen, die in den BVT-Merkblättern der EU-Kommission veröffentlicht sind. Die BVT-Merkblätter (engl. BREF documents) werden von einem Autor der EU-Kommission unter Mitwirkung von Vertretern aus Behörden, Industrie und Umweltschutzverbänden in einem zwei- bis fünfjährigen Diskussionsprozess erstellt (sogenannter Sevilla-Prozess). Die BVT-Merkblätter sind die Grundlage der BVT-Schlussfolgerungen. Über den im Sevilla-Prozess erstellten Text der BVT-Schlussfolgerungen stimmen die EU-Mitgliedstaaten ab. Anschließend werden die BVT-Schlussfolgerungen in alle EU-Sprachen übersetzt und im EU-Amtsblatt veröffentlicht. Die BVT-Schlussfolgerungen enthalten verbindliche Vorgaben (insbesondere zu Emissionswerten) zur Genehmigung der betroffenen Anlagen. Die Umsetzung der Vorgaben in den Industrieanlagen müssen die Behörden der Mitgliedstaaten spätestens vier Jahre nach Veröffentlichung der BVT-Schlussfolgerungen sicherstellen.

## Betroffene Industriebranchen
Der Geltungsbereich der Richtlinie betrifft folgende Industriezweige (teilweise erst ab einer bestimmten genehmigten Produktionskapazität):
1. Energiewirtschaft (z. B. Verbrennungsanlagen ab 50 MW Feuerungswärmeleistung, Öl-/Gasraffinerien)
2. Herstellung und Verarbeitung von Eisen und Nichteisenmetallen (z. B. Stahlerzeugung ab 2,5 t/h)
3. Mineralverarbeitende Industrie (z. B. Zementwerk-Drehrohröfen ab 500 t/d, Kalköfen ab 50 t/d, Glasöfen ab 20 t/d)
4. Chemische Industrie (z. B. Herstellung von Chemikalien, Düngemittel, Pflanzenschutzmittel)
5. Abfallbehandlungsanlagen zur Verwertung und Beseitigung (z. B. Deponie, Verbrennung, Mitverbrennung)
6. Herstellung von Zellstoff
7. Herstellung von Papier und Pappe (ab 20 t/d)
8. Herstellung von Span-, OSB- und Faserplatten auf Holzbasis (ab 600 m3/d)(*)
9. Vorbehandlung oder Färben von Textilfasern und Textilien (ab 10 t/d)
10. Gerben von Häuten oder Fellen (ab 12 t/d)
11. Nahrungsmittelproduktion (z. B. Schlachthäuser ab 50 t/d Schlachtkörper, Milchverarbeitung ab 200 t/d)
12. Tierkörperbeseitigung (ab 10 t/d)
13. Intensivtierhaltung (z. B. Geflügel ab 40.000 Plätzen, Mastschweine ab 2.000 Plätzen je 30 kg)
14. Oberflächenbehandlung mit organischen Lösemitteln ab 150 kg/h oder 200 t/Jahr (z. B. Appretieren, Bedrucken, Beschichten, Entfetten, Imprägnieren, Kleben, Lackieren, Textil-/Teile-Reinigen und/oder Tränken)
15. Kohlenstoffherstellung
16. CO2-Abscheidung(*)
17. Konservierung von Holz und Holzerzeugnissen (ab 75 m3/d)(*)
18. bestimmte industrielle Abwasserbehandlungsanlagen(*)

Die Genehmigung und Überwachung der mit (*) gekennzeichneten Industrieanlagen waren in der bis 6. Januar 2013 gültigen IVU-Richtlinie (2008/1/EG) noch nicht europaweit einheitlich geregelt.
Bisher wurden zu folgenden Branchen Merkblätter über beste verfügbare Techniken (BVT-Merkblätter) und BVT-Schlussfolgerungen veröffentlicht; die Vorgaben der BVT-Schlussfolgerungen – insbesondere hinsichtlich der Emissionswerte – müssen in betroffenen Anlagen bei Neuplanungen und wesentlichen Änderungen sofort umgesetzt werden, bei bestehenden Anlagen spätestens nach vier Jahren:
1. Eisen- und Stahlerzeugung, veröffentlicht am 8. März 2012[19]
2. Glasherstellung, veröffentlicht am 8. März 2012[20]
3. Gerben von Fellen und Häuten (Lederindustrie), veröffentlicht am 16. Februar 2013[21]
4. Zement-, Kalk- und Magnesiumoxidherstellung, veröffentlicht am 9. April 2013[22]
5. Chloralkaliindustrie, veröffentlicht am 11. Dezember 2013[23]
6. Zellstoff-, Papier- und Kartonherstellung, veröffentlicht am 30. September 2014[24]
7. Mineralöl- und Gas-Raffinieren, veröffentlicht am 28. Oktober 2014[25]

## Änderungen gegenüber IVU-Richtlinie und den anderen integrierten Richtlinien
Die IVU-Richtlinie sah bei Genehmigungen lediglich eine Berücksichtigung der besten verfügbaren Techniken (BVT) vor, die in den europäischen BVT-Merkblättern dokumentiert sind. Die Industrieemissionsrichtlinie verlangt hingegen die verbindliche Einhaltung der mit den besten verfügbaren Techniken assoziierten Emissionswerte spätestens vier Jahre nach Veröffentlichung als BVT-Schlussfolgerungen im EU-Amtsblatt.(Z. B. beim Staub-Tagesmittelwert für Sinteranlagen in der Eisen- und Stahlerzeugung: <1–15 mg/Nm3 oder in Altanlagen <20–40 mg/Nm3, falls Gewebefilter dort nicht angewendet werden können). Um die in den BVT-Schlussfolgerungen festgelegten Emissionswerte beim Betrieb einer Anlage sicherzustellen, muss die örtliche Genehmigungsbehörde entsprechende Grenzwerte festlegen.
Problematisch für die von der EU angestrebte Wettbewerbsgleichheit im Binnenmarkt ist, dass die Richtlinie örtlichen Behörden die Festlegung von Grenzwerten erlaubt, die weniger streng als die mit BVT assoziierten Emissionswerte sind, wenn die Kosten ansonsten wegen des geografischen Standorts und der lokalen Umweltbedingungen oder der technischen Merkmale der betroffenen Anlage unverhältnismäßig hoch wären. Andererseits kann ein EU-Mitglied nach Artikel 193 des Vertrags über die Arbeitsweise der Europäischen Union schärfere Umweltregelungen einführen, also auf die Gestattung von Ausnahmen in seinem Staatsgebiet verzichten.
Eine Neuerung gegenüber der IVU-Richtlinie ist die Bestimmung, dass Betreiber bestimmter Anlagen in den Genehmigungsunterlagen und bei Aktualisierung der Genehmigung über den Zustand des Bodens und des Grundwassers berichten müssen, damit bei Stilllegung der Anlage ein Vergleich mit dem Zustand zum Zeitpunkt der Erstellung des sogenannten Ausgangszustandsberichts (engl. baseline report) möglich ist.
Bei der Integrierung der Richtlinie für Großfeuerungsanlagen wurde die Regelung aufgenommen, dass EU-Staaten für Großkraftwerke bis Ende 2012 einen nationalen Übergangsplan aufstellen können. Wenn solch ein nationaler Plan von der EU-Kommission akzeptiert wird, müssen alte Kohlekraftwerke nicht 2016, sondern erst 2020 die gleichen Grenzwerte wie neue Kraftwerke einhalten. Weiterhin gilt für alte Kraftwerke, die nicht erneuert werden sollen, eine Sonderregelung: sie dürfen weitere 17.500 Stunden bis 2023 betrieben werden. Deutschland hat keinen nationalen Übergangsplan zur Beibehaltung hoher Grenzwerte in alten Kohlekraftwerken eingereicht.
Während europäische Umweltschutzverbände die höhere Verbindlichkeit der BVT-Merkblätter begrüßen, stehen die Regelungen zu Großkraftwerken stark in deren Kritik.

## Inkrafttreten und Umsetzung in nationales Recht
Die Richtlinie trat am 6. Januar 2011 in Kraft. Die Umsetzung in nationales Recht der Mitgliedstaaten der Europäischen Union musste bis zum 7. Januar 2013 erfolgen.
Am 7. Februar 2013 teilte die Europäische Kommission mit, dass bis zum Ablauf der Frist nur 14 von 27 Mitgliedstaaten die Richtlinie vollständig oder nur teilweise umgesetzt hatten. Dies gilt für die folgenden Länder: Belgien, Bulgarien, Dänemark, Deutschland, Irland, Finnland, Frankreich, Lettland, Litauen, Luxemburg, Malta, Niederlande, Österreich, und die Slowakei.

### Umsetzung in Deutschland
Das Inkrafttreten der Richtlinie betraf in Deutschland mehrere hundert Intensivtierhaltungsanlagen und mehr als 9.000 industrielle Anlagen, darunter ca. 1.800 Großfeuerungsanlagen, 130 Anlagen zur Abfallverbrennung und Abfallmitverbrennung (v. a. Zementwerke), 7.069 Lösemittel einsetzende Anlagen (davon 329 große und 6.740 kleinere Anlagen) und 6 Titandioxid produzierende Anlagen.

#### Umsetzungsmaßnahmen
Das Gesetz zur Umsetzung der Richtlinie über Industrieemissionen änderte bestehende Gesetze, so das
- Bundes-Immissionsschutzgesetz (BImSchG),
- Wasserhaushaltsgesetz (WHG) und das
- Kreislaufwirtschaftsgesetz (KrWG).

Der Bundestag beschloss es am 8. November 2012, der Bundesrat stimmte am 14. Dezember 2012 zu und zum 2. Mai 2013 trat es in Kraft.
Gleichzeitig traten zur Umsetzung zahlreiche Verordnungen oder deren Änderungen in Kraft:
Das erste Verordnungspaket wurde vom Bundeskabinett beschlossen, benötigte lediglich die Zustimmung des Bundesrates und enthielt die
- Bekanntgabeverordnung (41. BImSchV),
- Industriekläranlagen-Zulassungs- und Überwachungsverordnung (IZÜV) und die
- Änderung der
  - Verordnung über genehmigungsbedürftige Anlagen (4. BImSchV),
  - Verordnung über Immissionsschutz- und Störfallbeauftragte (5. BImSchV),
  - Verordnung über Genehmigungsverfahren (9. BImSchV),
  - Abwasserverordnung (AbwV),
  - Deponieverordnung (DepV),
  - EMAS-Privilegierungsverordnung,
  - Verordnung über Emissionserklärungen und
  - Verordnung über Anlagen zur Feuerbestattung.

Das zweite Verordnungspaket benötigte die Zustimmung von Bundesrat und Bundestag, da es Emissionsgrenzwerte betraf, und enthält u. a. Bestimmungen zu
- Kraftwerken mit mehr als 50 MW Leistung (13. BImSchV),
- Anlagen zur Müllverbrennung und Müllmitverbrennung in Zementwerken und anderen Anlagen (17. BImSchV)
- Anlagen, die organische Lösungsmittel verwenden (2. BImSchV, 31. BImSchV), und
- Anlagen zur Herstellung von Titandioxid (25. BImSchV).

#### Umsetzungsverfahren
Der erste Entwurf eines Umsetzungsgesetzes sowie eines ersten Verordnungspaketes wurde vom Bundesumweltministerium am 25. November 2011 veröffentlicht; der Entwurf eines zweiten Verordnungspaketes folgte am 17. April 2012. Anschließend erfolgte die Anhörung der betroffenen Industrie- und Umweltverbände. Am 23. Mai 2012 beschloss das Bundeskabinett das Umsetzungsgesetz sowie das erste Verordnungspaket; am 4. September 2012 wurde das zweite Verordnungspaket vom Kabinett beschlossen.
Die erste Beratung des Bundestags zum Umsetzungsgesetz fand am 27. September 2012 statt. Ohne Debatte überwiesen die Fraktionen den Gesetzentwurf in die zuständigen Ausschüsse.
Der Bundesrat beriet am 6. Juli 2012 über den Gesetzesentwurf und schlug zahlreiche Änderungen vor. Die Bundesregierung wies einen Teil der Änderungsvorschläge zurück, berücksichtigte jedoch auch viele Vorschläge in ihrer Beschlussvorlage für den Bundestag vom 15. August 2012.
Im federführenden Umweltausschuss des Bundestags fand am 15. Oktober 2012 die öffentliche Anhörung zum Gesetzentwurf und zum Entwurf der zustimmungspflichtigen Umsetzungsverordnung statt. Während die Sachverständigen der Industrie (BDI, Vattenfall) die Entwürfe der Bundesregierung begrüßten, forderten andere Sachverständige (Ökopol, BZL) schärfere Grenzwerte für Stickstoffoxide, Staub und Quecksilber aus Kohlekraftwerken, um die Gesundheit zu schützen und internationale Vereinbarungen einzuhalten (Göteborg Protokoll, NEC-Richtlinie). Die Entwürfe der Bundesregierung entsprächen weder dem Stand der Technik noch den von der EU-Kommission dokumentierten besten verfügbaren Techniken. Anstelle der geplanten 10 µg/Nm3, die bestehende Anlagen im Jahresmittel ab 2019 einhalten sollen, hatte auch das Umweltbundesamt eine Senkung der Quecksilberemissionen aus Kohlekraftwerken auf 3 µg/Nm3 im Tagesmittel ab 2016 und 1 µg/Nm3 im Jahresmittel ab 2019 empfohlen. Das Umweltbundesamt hatte auch die Wirksamkeit von Stickstoffoxid-Minderungsmaßnahmen in großen bestehenden Kraftwerken aufgezeigt, für die keine Grenzwertminderungen vorgesehen sind; insbesondere für Steinkohlekraftwerke hatte das Umweltbundesamt ein hohes Nutzen-Kosten-Verhältnis aufzeigt, für Braunkohlekraftwerke ein mittleres, nur teilweise niedriges Nutzen-Kosten-Verhältnis.
Am 17. Oktober 2012 stimmte der Umweltausschuss des Bundestags mit den Stimmen der Regierungskoalition (CDU/CSU und FDP) den Regierungsentwürfen der zustimmungspflichtigen Umsetzungsverordnung zu. Am 18. Oktober 2012 stimmte auch der Bundestag mit den Stimmen von CDU/CSU und FDP dem zweiten Verordnungspaket der Regierung ohne Debatte zu; die fünf vorbereiteten Reden wurden in das Protokoll aufgenommen. Die SPD enthielt sich, Bündnis 90/Die Grünen und Die Linke stimmten gegen den Entwurf. Ein Antrag der SPD auf Gleichsetzung der Emissionsgrenzwerte für Abfallverbrennungsanlagen mit den für mehrere Schadstoffe bisher weniger strengen Grenzwerten bei der Abfallverbrennung in Zementwerken, Kraftwerken und anderen Anlagen wurde ohne Debatte mit den Stimmen der Regierungsfraktionen abgelehnt.
Die zweite und dritte Beratung zum Gesetzentwurf fand im Bundestag am 8. November 2012 statt. Es erfolgte keine Debatte; die Reden wurden lediglich ins Protokoll genommen. Die Beschlussempfehlung des Umweltausschusses zum Gesetzentwurf der Bundesregierung vom 15. August 2012 wurde mit den Stimmen der Regierungskoalition angenommen. Die SPD enthielt sich, Bündnis 90/Die Grünen und Die Linke stimmten gegen die Gesetzesvorlage.
Am 29. November 2012 behandelten der Umwelt- und der Wirtschaftsausschuss des Bundesrates:
- das bereits am 6. Juli 2012 erstmals im Bundesrat behandelte Gesetz zur Umsetzung der Industrieemissionsrichtlinie, dem der Bundestag am 8. November 2012 in leicht veränderter Fassung nach zweiter und dritter Beratung mehrheitlich zugestimmt hatte
- das erste Verordnungspaket zur Umsetzung der Industrieemissionsrichtlinie, das keine Zustimmung des Bundestages benötigte[50]
- das zweite Verordnungspaket zur Umsetzung der Industrieemissionsrichtlinie, dem der Bundestag nach erster Beratung am 18. Oktober 2012 zugestimmt hatte[33]

Die von Regierung und Bundestag übernommenen Änderungsvorschläge des Bundesrates zum Gesetzespaket (vom 6. Juli 2012) reichten den Ausschüssen, um eine Zustimmungsempfehlung auszusprechen. Die erstmals behandelten Verordnungen gaben den Mehrheiten in den Bundesrat-Ausschüssen Anlass für zahlreiche Änderungsanträge.
Am 14. Dezember 2012 stimmte der Bundesrat dem vom Bundestag am 8. November 2012 leicht abgeänderten Gesetzentwurf der Bundesregierung zu. Das Gesetz wurde am 20. April 2013 veröffentlicht und trat am 2. Mai 2013 in Kraft.
Hinsichtlich des zweiten Verordnungspaketes, das zahlreiche Emissionsgrenzwerte beinhaltet, schlug der Wirtschaftsausschuss des Bundesrates u. a. vor, mehrere von Bundesregierung und Bundestag beschlossene Emissionsminderungen für Staub und Quecksilber aus bestehenden Kohlekraftwerken sowie für Staub, Stickstoffoxide, Quecksilber, Zinn und Benzo(a)pyren aus Müll verbrennenden Anlagen zu verhindern. Antragsbegründungen des Wirtschaftsausschusses und zugehörige Bundesratsbeschlüsse vom 14. Dezember 2012:
- Streichung des in Deutschland ab 2016 geplanten neuen Quecksilber-Grenzwertes von 0,01 mg/Nm3 im Jahresmittel für Kohlekraftwerke, da dieser nicht europaweit eingeführt wird und der Grenzwert „insbesondere bei den kleineren Anlagen“ schwer einzuhalten sei. → Antrag mehrheitlich abgelehnt.
- Streichung des in Deutschland ab 2019 zusätzlich zum Staubgrenzwert von 20 mg/Nm3 im Tagesmittel geplanten neuen Staubgrenzwerts von 10 mg/Nm3 im Jahresmittel für bestehende große Kohlekraftwerke ab 300 MW, denn dieser führe dazu, dass in der Zeit, in der die letzten Kernkraftwerke vom Netz gehen, „gleichzeitig weitere fossil befeuerte Bestandsanlagen aus dem Markt genommen werden müssten“. Die Verbesserung der Staubfilter verursache „in bestehenden Anlagen einen unverhältnismäßigen Aufwand“. → Antrag mehrheitlich abgelehnt.
- Streichung der in Deutschland ab 2016 geplanten Halbierung des Staubgrenzwertes auf 5 mg/Nm3 im Tagesmittel für Müllverbrennungsanlagen, da dieser nicht europaweit eingeführt wird und nicht „im Sinne gleicher Wettbewerbsbedingungen“ sei. → Antrag mehrheitlich abgelehnt.
- Streichung der in Deutschland ab 2016 geplanten Senkung des Staubgrenzwertes auf 10 mg/Nm3 im Tagesmittel für Zementwerke, Kalkwerke, Kraftwerke und andere Anlagen, die Müll mitverbrennen, da dieser nicht europaweit eingeführt werde und bei bestehenden Anlagen zu erheblichem Nachrüstungsbedarf führe. → Antrag mehrheitlich abgelehnt.
- Streichung der in Deutschland ab 2016 geplanten Senkung des Grenzwertes für Stickstoffoxide von 200 mg/Nm3 auf 150 mg/Nm3 im Tagesmittel für Müllverbrennungsanlagen (bei bestehenden Anlagen ab 2019), da dieser nicht europaweit eingeführt wird. Der Wert führe zu „zusätzlichen Belastungen der betroffenen Unternehmen und darüber hinaus zu einer Wettbewerbsbenachteiligung gegenüber europäischen Wettbewerbern“. → Antrag mehrheitlich abgelehnt.
- Streichung des in Deutschland ab 2019 geplanten neuen Quecksilber-Grenzwertes von 0,01 mg/Nm3 im Jahresmittel für Müllverbrennungsanlagen, da dieser nicht europaweit eingeführt wird. Die Nachrüstungsmaßnahmen seien aufwändig und lieferten „keinen signifikanten Beitrag zur Senkung der Gesamtquecksilberemissionen in Deutschland“. → Antrag mehrheitlich abgelehnt.
- Streichung des in Deutschland ab 2019 geplanten neuen Quecksilber-Grenzwertes von 0,01 mg/Nm3 im Jahresmittel für Müll mitverbrennende Zementwerke, Kalkwerke, Kohlekraftwerke und andere Anlagen, da dieser nicht europaweit eingeführt wird. → Antrag mehrheitlich abgelehnt.
- Streichung der in Deutschland ab 2016 geplanten neuen Emissionsgrenzwerte für Zinn und Benzo(a)pyren aus Müllverbrennungsanlagen und Müll mitverbrennenden Anlagen, da diese nicht europaweit eingeführt werden. → Antrag mehrheitlich abgelehnt.

Weitere Änderungsvorschläge und Beschlüsse:
- Wirtschafts- und Umweltausschuss: Beim An- und Abfahren von Kraftwerken sollten anstelle der regulären Emissionsgrenzwerte Sonderregelungen für höhere Emissionswerte von der Behörde getroffen werden können. → Antrag mehrheitlich angenommen.
- Wirtschaftsausschuss: Wenn „zuverlässig nachgewiesen“ ist, dass eine Müllverbrennungsanlage oder eine Müll mitverbrennende Anlage den Quecksilbergrenzwert zu weniger als 20 % in Anspruch nimmt, soll die Behörde auf Antrag auf eine kontinuierliche Quecksilbermessung verzichten können. Dies entspricht der bisher in der 17. BImSchV festgelegten Ausnahme. Eine Verschärfung sei nicht gerechtfertigt. → Antrag mehrheitlich angenommen.
- Umweltausschuss: Streichung der Ausnahmemöglichkeit zur Erhöhung des Quecksilber-Grenzwertes im Tagesmittel bei Müll mitverbrennenden Zementwerken von 0,03 mg/Nm3 auf 0,05 mg/Nm3, weil erprobte Sorptionsmittel wie Aktivkohle und Aktivkoks zur Quecksilberabscheidung zur Verfügung stehen und eine Ausnahme daher nicht erforderlich ist. → Antrag mehrheitlich abgelehnt.
- Umweltausschuss: Bei der Giftigkeitsbewertung von Dioxinen und Furanen sollten die von der Weltgesundheitsorganisation nach neuem Stand der Wissenschaft 2005 festgelegten Giftigkeitsfaktoren („WHO-TEF 2005“) übernommen und die zu messende Schadstoffliste um zwölf polychlorierte Biphenyle erweitert werden. → Antrag mehrheitlich angenommen.
- Umweltausschuss: Grenzwerte für Ammoniak, die im Referentenentwurf von 17. April 2012 bereits vorgesehenen waren und im Regierungsentwurf vom 4. September 2012 gestrichenen wurden, sollten – mit erhöhten Werten – wieder aufgenommen werden. Dadurch soll bei Anwendung einer katalytischen oder nicht-katalytischen Stickstoffoxidminderung für Müllverbrennungsanlagen ein Grenzwert von 10 mg/m³ im Tagesmittel und 15 mg/m³ im Halbstundenmittel gelten; für Müll mitverbrennende Zement- und Kalkwerke soll ein Grenzwert von 30 mg/m³ im Tagesmittel gelten, wobei Ausnahmen zulässig sein sollen, wenn diese „auf Grund der Zusammensetzung der natürlichen Rohstoffe erforderlich“ seien und ausgeschlossen werden könne, dass durch den Einsatz von Abfällen und Stoffen zusätzliche Emissionen an Ammoniak entstünden. → Antrag mehrheitlich angenommen.

Die Änderungsvorschläge des Bundesrats zu den Umsetzungsverordnungen wurden von der Bundesregierung geprüft und durch Beschluss des Kabinetts am 23. Januar 2013 vollständig angenommen.
Das zweite Verordnungspaket, das Grenzwerte beinhaltet, benötigte nach Berücksichtigung der Änderungswünsche des Bundesrates die Zustimmung des Bundestages. Der Umweltausschuss des Bundestages erörterte die Änderungsvorschläge des Bundesrates zum zweiten Verordnungspaket am 20. Februar 2013 und empfahl deren Annahme mit den Stimmen der Regierungskoalition (gegen die Stimmen aller Oppositionsparteien). Die Zustimmung zum zweiten Verordnungspaket durch die Regierungsmehrheit im Bundestag erfolgte (ohne Debatte) am 21. Februar 2013 mit den Stimmen der Regierungskoalition, bei Enthaltung der SPD und Gegenstimmen von Bündnis 90/Grüne sowie der Linken.
Das Gesetz und beide Verordnungspakete traten am 2. Mai 2013 und damit nach der durch die Richtlinie gesetzten Frist (7. Januar 2013) in Kraft.

#### Inhalt
Die von der Richtlinie erfassten Anlagentypen sind im Katalog der Anlagen, die nach dem Bundes-Immissionsschutzgesetz (BImSchG) genehmigt und überwacht werden müssen, in der Verordnung über genehmigungsbedürftige Anlagen gelistet, beschrieben und mit „E“ gekennzeichnet. Diese oft IED-Anlagen genannten Anlagen sind im Falle ihrer Genehmigung mit Daten wie Anschrift, Betreiber und Zuordnung zu dieser Anlagenbeschreibung in regionalen Verzeichnissen erfasst, die über das Internet allgemein abrufbar sind. Soweit die Richtlinie für sie einen Inspektionsplan und ein Programm für routinemäßige Umweltinspektionen aller ein bis (je nach Risikobewertung) drei Jahre vorsieht, nennt das BImSchG das Überwachungsplan und Programme für Vor-Ort-Besichtigungen; der Bericht der zuständigen Überwachungsbehörde über das Ergebnis ihrer Kontrolle ist dem Betreiber spätestens zwei, der Öffentlichkeit spätestens vier Monate danach zugänglich zu machen. Die jeweilige Betriebsgenehmigung mit eventuell nachträglichen Änderungen von Nebenbestimmungen und die Bezeichnung des jeweils maßgeblichen BVT-Merkblattes sind ebenfalls über das Internet abrufbar.
Die nach der Richtlinie ermöglichte Unterschreitung von BVT-Anforderungen, wenn es im Einzelfall wegen des geografischen Standorts und der lokalen Umweltbedingungen zu teuer würde, nutzte Deutschland nicht. Die mit den BVT verbundenen Mindeststandards sind hier also überall unabhängig davon einzuhalten, ob die Anlage z. B. in einem städtischen oder in weniger belastetem ländlichen Gebiete errichtet wird oder das bei ihrem Betrieb anfallende Abwasser in einen größeren oder kleineren Fluss oder ins Meer einleitet. Ausnahmen sind nur zulässig, wenn wegen technischer Merkmale der betroffenen Anlage die Anwendung der BVT-Werte unverhältnismäßig wäre oder wenn für maximal neun Monate Zukunftstechniken erprobt oder angewendet werden sollen. Zukunftstechniken sind so definiert, dass sie entweder ein höheres Umweltschutzniveau erreichen oder das gleiche Schutzniveau mit geringeren Kosten.

### Umsetzung in Österreich
Die Umsetzung der EU-Industrieemissionsrichtlinie in Österreich erfordert insbesondere Novellierungen von
- Abfallwirtschaftsgesetz und Altlastensanierungsgesetz (Entwurf im Januar 2013 vorgelegt, Beschluss am 22. Mai 2013)[65][66][67]
- Abfallverbrennungsverordnung (Entwurf im November 2012 vorgelegt)[68][69]
- Deponieverordnung (Entwurf im Dezember 2012 vorgelegt)[70]
- Gewerbeordnung (Entwurf im April 2013 vorgelegt)[71]
- Emissionsschutzgesetz für Kesselanlagen (Entwurf im Dezember 2012 vorgelegt)[72]
- Wasserrechtsgesetz (Entwurf im März 2013 vorgelegt)[73][74]
- Abwasseremissionsverordnungen (AEV)
- VOC-Anlagen-Verordnung (VAV)
- Landesgesetzen

Auf Anfrage im Parlament erläuterte der Wirtschaftsminister am 7. Februar 2013 in Bezug auf die am 7. Januar 2013 abgelaufene Frist zur Umsetzung der Industrieemissionsrichtlinie, dass die entsprechenden rechtlichen Bestimmungen, insbesondere Immissionsschutzrecht für Kesselanlagen und gewerbliches Betriebsanlagenrecht, bereits in der Begutachtung waren und damit gerechnet wird, „dass die parlamentarische Beschlussfassung in den nächsten Monaten beziehungsweise sogar Wochen erfolgt“. Die erste Beschlussfassung erfolgte am 22. Mai 2013 zum Abfallwirtschafts- und zum Altlastensanierungsgesetz.

### Weitere Weblinks
- Umweltbundesamt, Dessau:
  - Industrieemissionsrichtlinie - Beste verfügbare Techniken
  - BVT - Merkblätter von A - Z und Durchführungsbeschlüsse
  - Merkblätter zu besten verfügbaren Techniken (BVT) (Memento vom 17. Juli 2013 im Internet Archive)
- EU-Kommission, Brüssel: Presseerklärung zum Erlass der Industrieemissionsrichtlinie, 8. November 2010
- EU-Kommission, Brüssel: Informationen zur Industrieemissionsrichtlinie (engl.)
- EU-Kommission, Sevilla: Entwürfe und Merkblätter zu besten verfügbaren Techniken (BVT), Joint Research Centre (engl.)
- EU-Kommission, Brüssel: Informationen zur Vermeidung und Überwachung von Industrieemissionen (engl.)
- EU-Kommission, Brüssel: Berichte über die Umsetzung der IVU-Richtlinie und der Industrieemissionsrichtlinie in den EU-Mitgliedstaaten (engl.)
- EU-Kommission, Brüssel: Hintergrundstudien zur Einführung der Industrieemissionsrichtlinie (engl.)
- EU-Kommission, Brüssel: Informationen zur Abfallverbrennungsrichtlinie (2000/76/EC), die in die IED integriert wurde (engl.)
- EU-Kommission, Brüssel: Informationen zur Großfeuerungsanlagenrichtlinie (2001/80/EC), die in die IED integriert wurde (engl.)
- [76]
- EU-Kommission, Brüssel: Informationen zur Umsetzung der Lösemittelrichtlinie und Leitfäden (VOC Guidance Documents) zur Minderung von Lösemittelemissionen (engl.)
- EU-Kommission, Brüssel: Emissionen von Industrieanlagen in Europa, European Pollutant Release and Transfer Register (E-PRTR) (engl.)
- Umweltbundesamt, Dessau: Schadstofffreisetzungs- und -verbringungsregister (PRTR) in Deutschland, insbesondere Metallindustrie
- Europäische Umweltagentur, Kopenhagen: Offenlegung der Kosten der Luftverschmutzung aus Industrieanlagen in Europa (PDF), 28. November 2011
- Europäische Umweltagentur, Kopenhagen: Pressemeldung und Technischer Report zu Gesundheits- und Umweltkosten durch Luftschadstoffe aus Industrieanlagen (engl.), 24. November 2011
- Europäische Umweltagentur, Kopenhagen: Pressemitteilung zur Überschreitung von Emissionshöchstmengen in 11 EU-Mitgliedsstaaten (engl.), 30. Juli 2012
- Umweltministerium, Berlin: Bundesregierung beschließt Gesetz und erste Verordnung zur Umsetzung der Industrieemissionsrichtlinie, 23. Mai 2012
- Umweltministerium, Berlin: Bundesregierung beschließt zweite Verordnung zur Umsetzung der Industrieemissionsrichtlinie (Memento vom 10. März 2013 im Internet Archive)
- Deutscher Bundestag, Berlin: Sachverständigen-Anhörung zu Gesetz- und Verordnungs-Entwürfen der Bundesregierung zur Umsetzung der Industrieemissionsrichtlinie, 15. Oktober 2012
- Deutscher Bundestag, Berlin: Stellungnahmen der Sachverständigen zum Gesetz- und Verordnungs-Entwurf der Bundesregierung zur Umsetzung der Industrieemissionsrichtlinie, 15. Oktober 2012
- Deutscher Bundestag, Berlin: Beschlussempfehlung und Bericht des Ausschusses für Umwelt, Naturschutz und Reaktorsicherheit zum Verordnungsentwurf der Regierung (PDF; 4,3 MB) mit Gegenanträgen von SPD und Bündnis 90/Die Grünen, 17. Oktober 2012, beschlossen vom Bundestag nach erster Beratung am 18. Oktober 2012 (Stellungnahme des Bundesrates steht aus)
- Deutscher Bundestag, Berlin: Beschlussempfehlung und Bericht des Ausschusses für Umwelt, Naturschutz und Reaktorsicherheit zum Gesetzentwurf der Regierung (PDF; 572 kB) nach Stellungnahme durch den Bundesrat, mit Gegenanträgen von SPD und Bündnis 90/Die Grünen, 7. November 2012, beschlossen vom Bundestag nach zweiter und dritter Beratung am 8. November 2012
- Deutscher Bundestag, Berlin: Erste Umsetzungsverordnung: Verordnung zur Umsetzung der Richtlinie über Industrieemissionen, zur Änderung der Verordnung über Immissionsschutz- und Störfallbeauftragte und zum Erlass einer Bekanntgabeverordnung (Drucksache 319/12; PDF; 1,7 MB), Urheber: Bundesregierung, 25. Mai 2012, inzwischen geändert durch Bundesratsvorschläge vom 14. Dezember 2012, die im Kabinettsbeschluss vom 23. Januar 2013 angenommen wurden (keine Lesefassung publiziert)
- Deutscher Bundestag, Berlin: Zweite Umsetzungsverordnung: Verordnung zur Umsetzung der Richtlinie über Industrieemissionen, zur Änderung der Verordnung zur Begrenzung der Emissionen flüchtiger organischer Verbindungen beim Umfüllen oder Lagern von Ottokraftstoffen, Kraftstoffgemischen oder Rohbenzin sowie zur Änderung der Verordnung zur Begrenzung der Kohlenwasserstoffemissionen bei der Betankung von Kraftfahrzeugen (Drucksache 17/12164; PDF; 710 kB), Urheber: Bundesregierung (Kabinettsbeschluss vom 23. Januar 2013 zur Übernahme von Änderungswünschen des Bundesrates vom 14. Dezember 2012), 25. Januar 2013
- Umweltbundesamt, Dessau: Vortrag Markus Gleis (PDF) Umsetzung der Industrie-Emissionsrichtlinie – Verbindlichkeit der BVT-Merkblätter und Überprüfung der nationalen Grenzwerte. Berlin, 23. November 2010
- Bezirksregierung Köln: Vortrag Achim Halmschlag (PDF) Zukünftige Überwachung von Industrieanlagen nach der Industrie-Emissionsrichtlinie (IED). Berlin, 23. November 2010
- Umweltbundesamt, Dessau: Vortrag Dr. Klaus Ebert (PDF; 191 kB) Die neue Richtlinie über Industrieemissionen (Integrierte Vermeidung und Verminderung der Umweltverschmutzung) (IE-RL) unter besonderer Berücksichtigung der darin verankerten Informations- und Berichtspflichten. Potsdam, 30. Juni 2011
- Umweltministerium, Berlin: Vortrag Dr. Siegfried Waskow (PDF) Anforderungen der Kapitel I und II der neuen EU Industrieemissionsrichtlinie (IED) und Konzeption zu deren Umsetzung. Berlin, 8. September 2011
- Bundesverband der Deutschen Industrie: Positionspapier (PDF; 292 kB) zum Gesetzentwurf und Entwurf der 1. Umsetzungsverordnung, 11. Januar 2012
- Bundesverband der Deutschen Industrie: Positionspapier (PDF; 245 kB) zum Entwurf der 2. Umsetzungsverordnung, 11. Mai 2012
- Wirtschaftskammer Österreich: Die Industrieemissions-Richtlinie: Umsetzung in Österreich (Seite nicht mehr abrufbar, festgestellt im März 2014. Suche in Webarchiven), Andrea Bärenthaler, Vortrag im Umweltausschuss der Sparte Industrie Tirol, 11. Juni 2012
- Bund für Umwelt und Naturschutz Deutschland: Stellungnahme (PDF; 137 kB) zum Gesetzentwurf und Entwurf der 1. Umsetzungsverordnung, 5. April 2012
- Heike Holdinghausen: Quecksilberstreifen am Horizont, in die tageszeitung zum Thema kontinuierlicher Quecksilbermessung in Abfallverbrennung, 8. Februar 2013
- Fachartikel zur Umsetzung der EU-Industrieemissionsrichtlinie in deutsches Recht Expertenanhörung im Umweltausschuss, Schönberger/Tebert/Lahl, ReSource, Rhombos Verlag, Berlin, 04/2012
- Fachartikel zum Inkrafttreten der deutschen Regelungen zur Industrieemissionsrichtlinie Kaum Zeit für Umsetzung der neuen EU-Richtlinie, Ralph Ahrens, VDI nachrichten, 1. März 2013